# Sarmalia alba
Sarmalia alba är en fjärilsart som beskrevs av Swinhoe 1892. Sarmalia alba ingår i släktet Sarmalia och familjen Eupterotidae. Inga underarter finns listade.